# Tribenuron-methyl
Tribenuron-methyl ist eine chemische Verbindung aus der Gruppe der Sulfonylharnstoffe, die 1986 von DuPont als Nachauflauf-Herbizid eingeführt wurde.

## Verwendung
Tribenuron-methyl wird als selektives, systemisches Herbizid gegen Unkräuter im Getreideanbau eingesetzt. Er wirkt durch Hemmung der Acetolactat-Synthase.
Der Saatguthersteller Pioneer bietet Sonnenblumensorten an, die tolerant gegenüber dem Wirkstoff Tribenuron sind.

## Zulassung
In Deutschland, Österreich und der Schweiz sind Pflanzenschutzmittel mit Tribenuron-methyl als Wirkstoff zugelassen. In Veröffentlichungen wird Tribenuron-methyl oft verkürzt als Tribenuron angegeben.